# Coluber barbouri
Espèce
Synonymes
- Coluber aurigulus barbouri Van Denburgh & Slevin, 1921

Coluber barbouri est une espèce de serpents de la famille des Colubridae.

## Répartition
Cette espèce est endémique de Basse-Californie du Sud au Mexique. Elle se rencontre sur Espíritu Santo et Partida Sud.

## Publication originale
- Van Denburgh & Slevin, 1921 : Preliminary diagnoses of new species of the peninsula of Lower California, with notes on the species in the collection of the Academy. Proceedings of the California Academy of Sciences, sér. 4, vol. 11, p. 96-98 (texte intégral).